# Мелвилл (остров, Канада)
Ме́лвилл (англ. Melville Island) — остров в Канаде. При площади 42 149 км² — крупнейший остров архипелага Парри в составе Канадского Арктического архипелага. Административно разделён между Нунавутом (регион Кикиктани) и Северо-Западными территориями.

## География

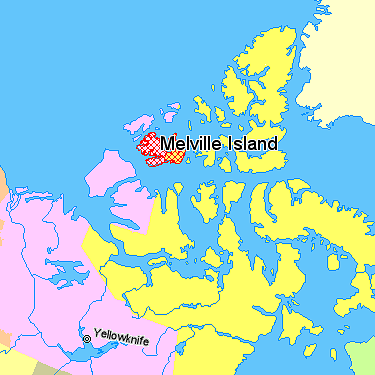
Расположение острова Меллвилл в Канадском Арктическом архипелаге

Остров Мелвилл входит в состав Канадского Арктического архипелага, Островов Королевы Елизаветы и архипелага Парри. Административно разделён между Нунавутом (регион Кикиктани) и Северо-Западными территориями. На юге Мелвилл отделён от острова Виктория проливом Вайкаунт-Мелвилл, а на юго-западе от острова Банкс — проливом Мак-Клур. Западнее Мелвилла расположены острова Эглинтон и Принс-Патрик, отделённые от него проливами Келлетт и Фицуильям. На востоке пролив Байам-Мартин отделяет его от одноимённого острова, а также от острова Батерст. Севернее Мелвилла, за проливом Хейзен, расположен остров Борден. В 15 милях (около 25 км) к северу от северо-западной части Мелвилла находится остров Эмералд.

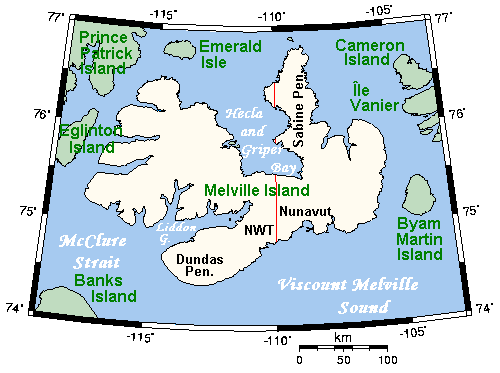
Карта острова. Красная черта — граница между Северо-Западными территориями и территорией Нунавут

Длина острова с запада на восток около 320 км, ширина от 50 до 210 км. При площади 42 149 км² Мелвилл является крупнейшим островом архипелага Парри и четвёртым по площади среди Островов Королевы Елизаветы; остров занимает 33-е место по площади в мире и 8-е в Канаде.
Длина береговой линии 3107 км. Береговая линия чрезвычайно неправильной формы, с двумя большими заливами, глубоко вдающимися в сушу — Хекла-энд-Грайпер на севере и Лиддон на западе, а также множеством заливов и бухт меньшего размера (Мари, Перчас, Уэтеролл и другие). Наиболее крупные полуострова — Сабин и Дандас (соответственно на северо-востоке и юго-западе острова).
Топографически на острове выделяются три региона. Полуостров Дандас и два полуострова меньшего размера между заливами Варри и Перчас представляют собой высокое плато. В западной части острова выделяют горы Блу-Хиллс и Канроберт-Хилс (высота последних до 552 м). Плоское плато на полуострове Дандас постепенно понижается к югу и востоку, образуя низкие берега. Северное побережье залива Лиддон изрезано речными руслами и обрывается в море высокими утёсами. Северо-восток острова, от залива Мари на востоке до мыса Лонг на западе, и часть полуострова Сабин севернее черты между заливами Элдридж и Шерард — низменные равнины. Северо-восточная равнина плоская, почти лишённая заметных ориентиров, за исключением нескольких небольших озёр и ручьёв, а также двух разрушенных эрозией куполообразных возвышенностей вблизи северной оконечности полуострова Сабин. Остальное пространство острова — наибольшую по площади его часть — занимает холмистое нагорье. Юго-восток в целом ниже (высоты от 200 до 500 м), но сильнее изрезан, со многочисленными грядами холмов, образующих эллиптические формации и крутые откосы. Встречаются скальные выходы известняка, песчаника и глинистого сланца. В северо-западном направлении ландшафт постепенно выравнивается, превращаясь в плато с глубокими узкими долинами. Берега сильно варьируют по высоте — от пологих пляжей до 300-метровых отвесных утёсов. Обрывистые берега многих узких заливов придают им сходство с фьордами. Источники расходятся в оценке наибольшей высоты над уровнем моря: Канадская и Большая российская энциклопедии указывают 776 м (в горах Блу-Хилс), посвящённый альпинизму Интернет-сайт Peakbagger — 762 м, а «Арктическая энциклопедия» (2017) — 1067 м.
Остров находится в североарктической климатической зоне. Среднегодовая температура в южной части Мелвилла −17,5 °C, средняя температура летом −1,5 °C, зимой −31 °C. В северной части Мелвилла среднегодовая температура −18 °C, средняя температура зимой −32 °C. Среднегодовой объём осадков от 100 до 150 мм. Остров считается одним из самых холодных мест субарктической Северной Америки. В летние месяцы море в районе юго-восточной части острова обычно свободно ото льдов и возможна беспрепятственная навигация.
На острове Мелвилл и вокруг него обнаружены значительные месторождения нефти и природного газа.

## Почвы, флора и фауна
Основные почвы — статичные и перемешанные криосоли на мягких мезозойских породах на севере и палеозойских карбонатах, песчаниках и глинистых сланцах на юге, покрытых слоем коллювиальных и моренных (в северной низменной части острова — также аллювиальных и морских) отложений. Под всей поверхностью залегает сплошной глубокий слой вечной мерзлоты со средним содержанием льда, в основном в форме ледяных клиньев; исключение составляет южное побережье, где содержание льда высокое.
Всемирный фонд дикой природы включает Мелвилл в природные зоны заполярной тундры и полярной тундры (южную часть). Редкая растительность не образует сплошного покрова. Доминируют мхи и лишайники, а также низкие холодоустойчивые травянистые и кустарниковые растения, в том числе камнеломка супротивнолистная и осоки. Среди основных компонентов растительного покрова на севере острова также пушица, а на юге ива арктическая, мак полярный, разные виды кобрезий и дриад. Более обильна растительность в долинах и низменных прибрежных регионах.
В местах с достаточно развитым растительным покровом обычны овцебыки. Реже из-за неблагоприятных климатических изменений встречаются карибу. Другие типичные представители фауны — арктический беляк, песец, белый медведь. Птицы в основном морские и водоплавающие, на равнине встречаются белые куропатки. В морях вокруг острова обитают киты и тюлени.

## История

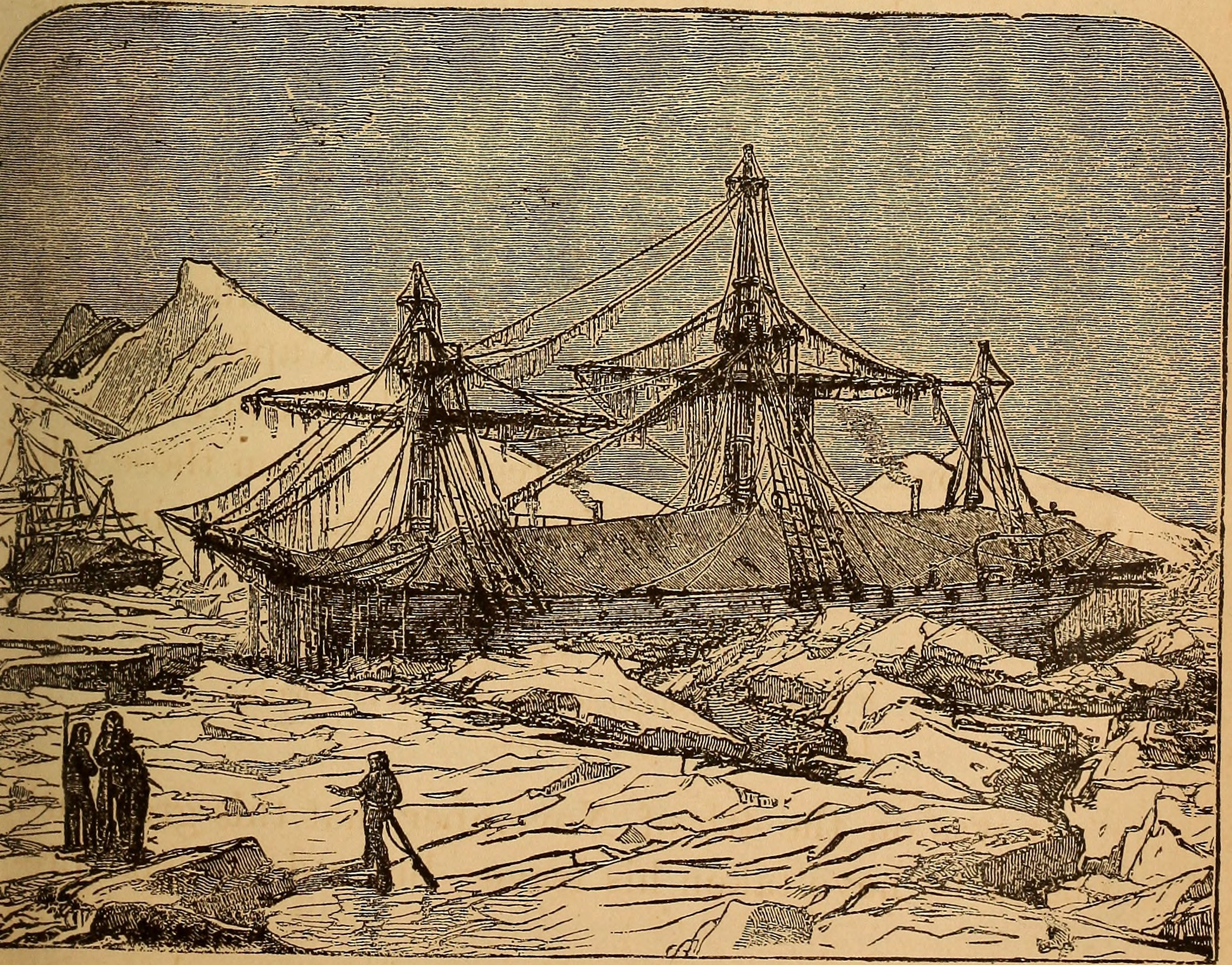
Корабли экспедиции Парри на зимовке

Хотя в историческое время Мелвилл оставался необитаемым, археологические находки показывают, что в прошлом на нём жили народы туле и ещё более ранних аборигенных культур.
Остров открыт Уильямом Парри 1 сентября 1819 года и назван в честь Роберта Дандаса, 2-го виконта Мелвилла, на тот момент занимавшего пост первого лорда Адмиралтейства. На следующий день у мыса Пойнт-Росс была произведена первая высадка на берег. В конце того же месяца Парри, не сумев преодолеть плотные льды в проливе Мак-Клур, был вынужден вернуться назад и зазимовать в заливе, с тех пор носящем имя Уинтер-Харбор. В июне 1820 года была предпринята экспедиция вглубь острова, в ходе которой исследователи добрались до южного берега залива Хекла-энд-Грайпер (названного в честь двух кораблей экспедиции Парри), и вернулись вдоль залива Лиддон и вокруг полострова Дандас к Уинтер-Харбору.
В мае 1851 года остров Мелвилла посетила санная партия под руководством Леопольда Мак-Клинтока, бывшая частью поисково-спасательной экспедиции Горация Остина. Члены санной партии обследовали южное побережье острова. На следующий год в Уинтер-Харборе оставила сообщение санная партия экспедиции Роберта Мак-Клура. В этом сообщении указывалось, что экспедиция устраивает зимовку на острове Банкс, в заливе Мерси. Благодаря этому сообщению членов экспедиции Мак-Клура удалось спасти весной 1853 года. В том же году пешие партии под руководством Мак-Клинтока и Джорджа Мичема обследовали соответственно западное и северо-западное побережье острова Мелвилла и его южное и юго-западное побережье. Восточное побережье в этом же году картографировал Джордж Ричардс из экспедиции Белчера, вместе с Ричардом Гамильтоном открывший на северо-востоке острова полуостров Сабин.

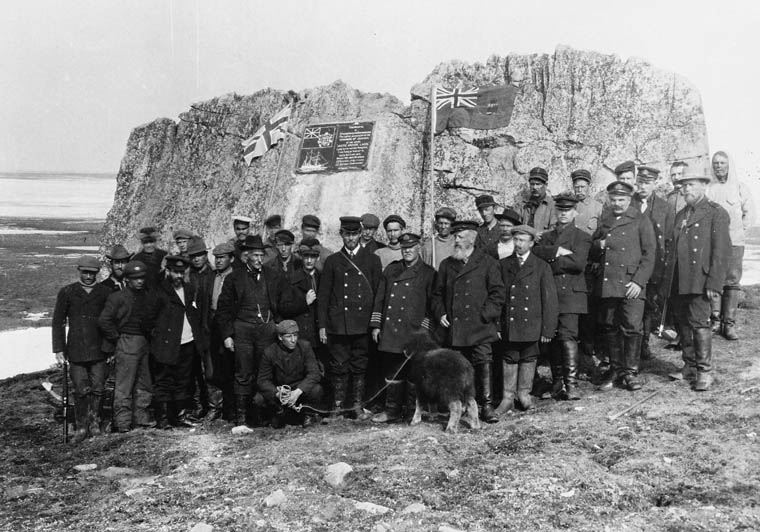
Члены экспедиции Бернье у скалы Парри, 1909 год

В 1906 году Жозеф-Эльзар Бернье, высадившийся на мысе Арктик, провозгласил остров Мелвилла территорией Канады. Дальнейшие исследования на острове Бернье вёл в 1908—1910 годах, в том числе зазимовав на нём в 1908/1909 годах. Зимой 1916/1917 года на острове зимовал Вильялмур Стефанссон, разбивший два лагеря — на южном и северном берегах залива Лиддон. В 1929 году до острова добрался патруль Королевской канадской конной полиции, а в 1944 году на нём сделала несколько остановок экспедиция Генри Ларсена на обратном пути через Северо-Западный проход. В 1947 году на острове, в Уинтер-Харборе, планировалось основать метеорологическую станцию. Были предприняты несколько неудачных попыток пробиться к острову через плотные льды, но в конечном итоге станция вместо этого была размещена в Резольюте на острове Корнуоллис.
В Уинетер-Харборе расположена «скала Парри», на которой сделаны памятные надписи, увековечивающие экспедицию Парри и позднейшие экспедиции, ведшие исследования в этих местах.
В 1962 году на северо-западе Мелвилла были обнаружены триасовые битуминозные пески. Спустя несколько лет было определено, что наиболее перспективным с точки зрения нефтегазодобывающей промышленности является полуостров Сабин. Некоторое время на острове располагалось полевое управление компании Panarctic Oils, но к середине 1980-х годов мировые цены на нефть упали достаточно низко, чтобы сделать её добычу в Северной Арктике нерентабельной.